# Martin Pieckenhagen
Martin Pieckenhagen (Oost-Berlijn, 15 november 1971) is een voormalig doelman in het betaald voetbal.
Hij tekende in augustus 2010 een eenjarig contract bij 1. FSV Mainz 05, dat hem transfervrij overnam van Heracles Almelo.

## Carrière
Pieckenhagen debuteerde in het seizoen 1994-'95 bij MSV Duisburg in de Bundesliga. Met uitzondering van één jaar in de 2. Bundesliga bleef hij daarin tot en met 2005 actief voor Duisburg, Hansa Rostock en Hamburger SV. In het seizoen 2005-'06 werd Pieckenhagen voor het eerst over de grens eerste doelman, bij Heracles Almelo. Daar werd hij door de supporters Piecke genoemd.
Hij scoorde in zijn eerste seizoen voor de Almeloërs. In de wedstrijd tegen AZ legde hij in de 92e minuut de 2-2-eindstand vast. Hij staat met 165 wedstrijden eerste op de ranglijst van Duitse keepers in Nederland. Pieckenhagen groeide bij Heracles uit tot aanvoerder, maar op 23 maart 2010 werd bekendgemaakt dat hij aan het einde van het seizoen zou vertrekken, omdat de club de gemiddelde leeftijd van de selectie omlaag wilde brengen.

## Clubstatistieken
| Seizoen   | Club                   | Duels | Goals | Competitie        |
| --------- | ---------------------- | ----- | ----- | ----------------- |
| 1993-1994 | Tennis Borussia Berlin | 8     | 0     | Regionalliga Nord |
| 1994-1995 | MSV Duisburg           | 4     | 0     | Bundesliga        |
| 1995-1996 | MSV Duisburg           | 11    | 0     | 2. Bundesliga     |
| 1996-1997 | Hansa Rostock          | 2     | 0     | Bundesliga        |
| 1997-1998 | Hansa Rostock          | 20    | 0     | Bundesliga        |
| 1998-1999 | Hansa Rostock          | 34    | 0     | Bundesliga        |
| 1999-2000 | Hansa Rostock          | 20    | 0     | Bundesliga        |
| 2000-2001 | Hansa Rostock          | 34    | 0     | Bundesliga        |
| 2001-2002 | Hamburger SV           | 34    | 0     | Bundesliga        |
| 2002-2003 | Hamburger SV           | 34    | 0     | Bundesliga        |
| 2003-2004 | Hamburger SV           | 9     | 0     | Bundesliga        |
| 2004-2005 | Hamburger SV           | 23    | 0     | Bundesliga        |
| 2005-2006 | Heracles Almelo        | 32    | 1     | Eredivisie        |
| 2006-2007 | Heracles Almelo        | 33    | 0     | Eredivisie        |
| 2007-2008 | Heracles Almelo        | 34    | 0     | Eredivisie        |
| 2008-2009 | Heracles Almelo        | 33    | 0     | Eredivisie        |
| 2009-2010 | Heracles Almelo        | 33    | 0     | Eredivisie        |
| 2010-2011 | 1. FSV Mainz 05        | 1     | 0     | Bundesliga        |
| Totaal    | Totaal                 | 399   | 1     |                   |